# 古口駅
古口駅（ふるくちえき）は、山形県最上郡戸沢村大字古口にある、東日本旅客鉄道（JR東日本）陸羽西線の駅である。
陸羽西線は2022年（令和4年）5月より列車の運行を休止、バス代行を行っており、当駅も休止駅となっている。代行バスについては「陸羽西線#バス代行輸送」を参照。

## 歴史
- 1913年（大正2年）12月7日：官設鉄道（のちに日本国有鉄道）酒田線の終着駅として開業[4]。
- 1914年（大正3年）6月14日：酒田線が清川駅まで延伸され、途中駅となる[5]。
- 1917年（大正6年）11月1日：路線名改称に伴い、陸羽西線の駅となる[5]。
- 1978年（昭和53年）9月20日：貨物の取り扱いを廃止[4]。
- 1984年（昭和59年）2月1日：荷物の扱いを廃止[4]。
- 1987年（昭和62年）4月1日：国鉄分割民営化により、東日本旅客鉄道（JR東日本）の駅となる[4]。
- 1991年（平成3年）3月16日：簡易委託化[6]。
- 2002年（平成14年）：最上川への玄関口であるとして、東北の駅百選に選定される。
- 2014年（平成26年）3月8日：駅舎の建て替えが完了[7][8]。
- 2022年（令和4年）5月14日：高屋道路の（仮称）高屋トンネル建設関連工事に伴う陸羽西線の列車運行休止に伴い、鉄道駅としての営業を休止する[3]。
- 2024年（令和6年）
  - 7月24日 - 25日：豪雨災害により、駅舎が床上浸水する被害が発生[9]。
  - 10月1日：えきねっとQチケのサービスを開始[1][10]。

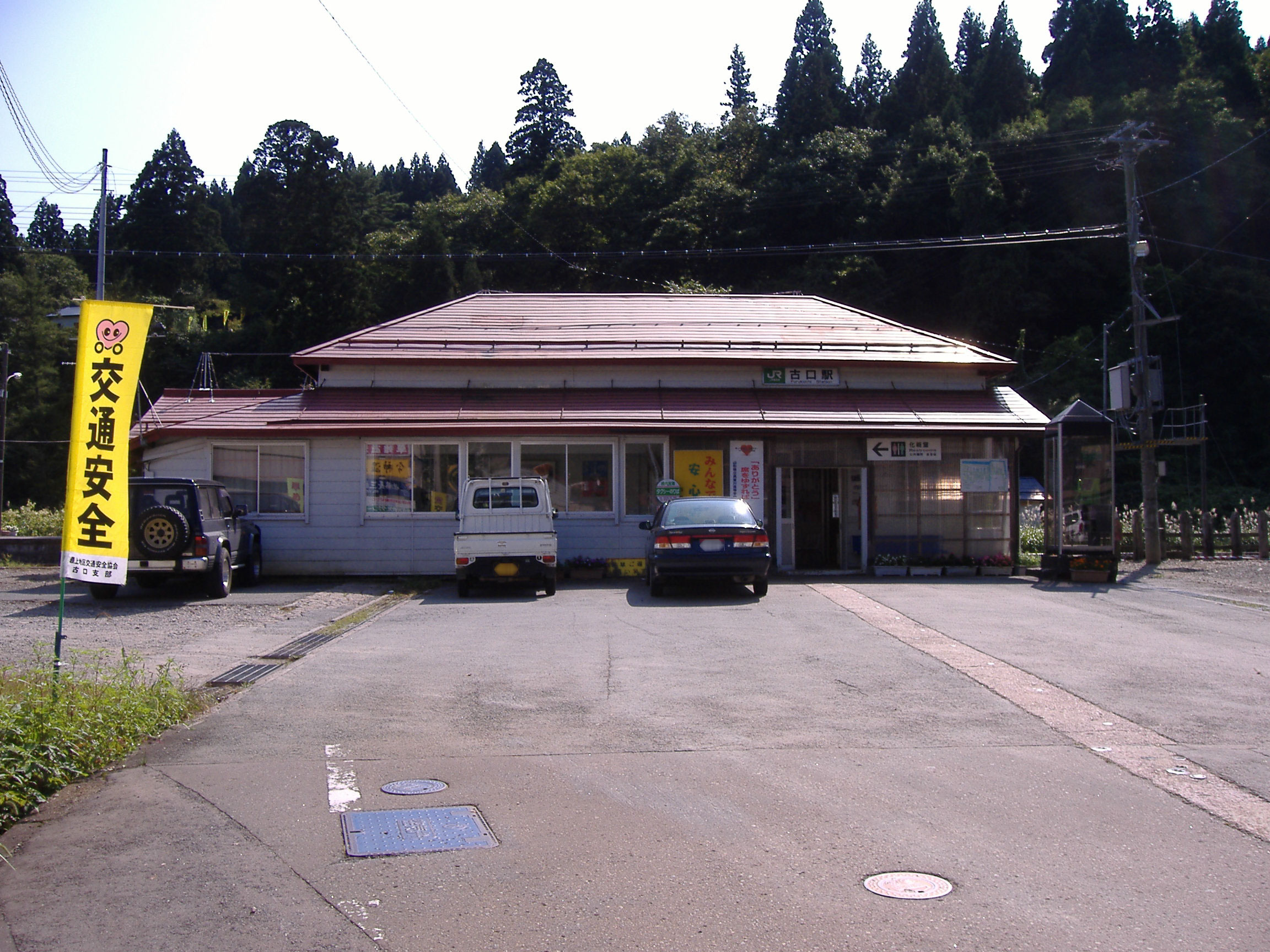
旧駅舎（2006年9月）
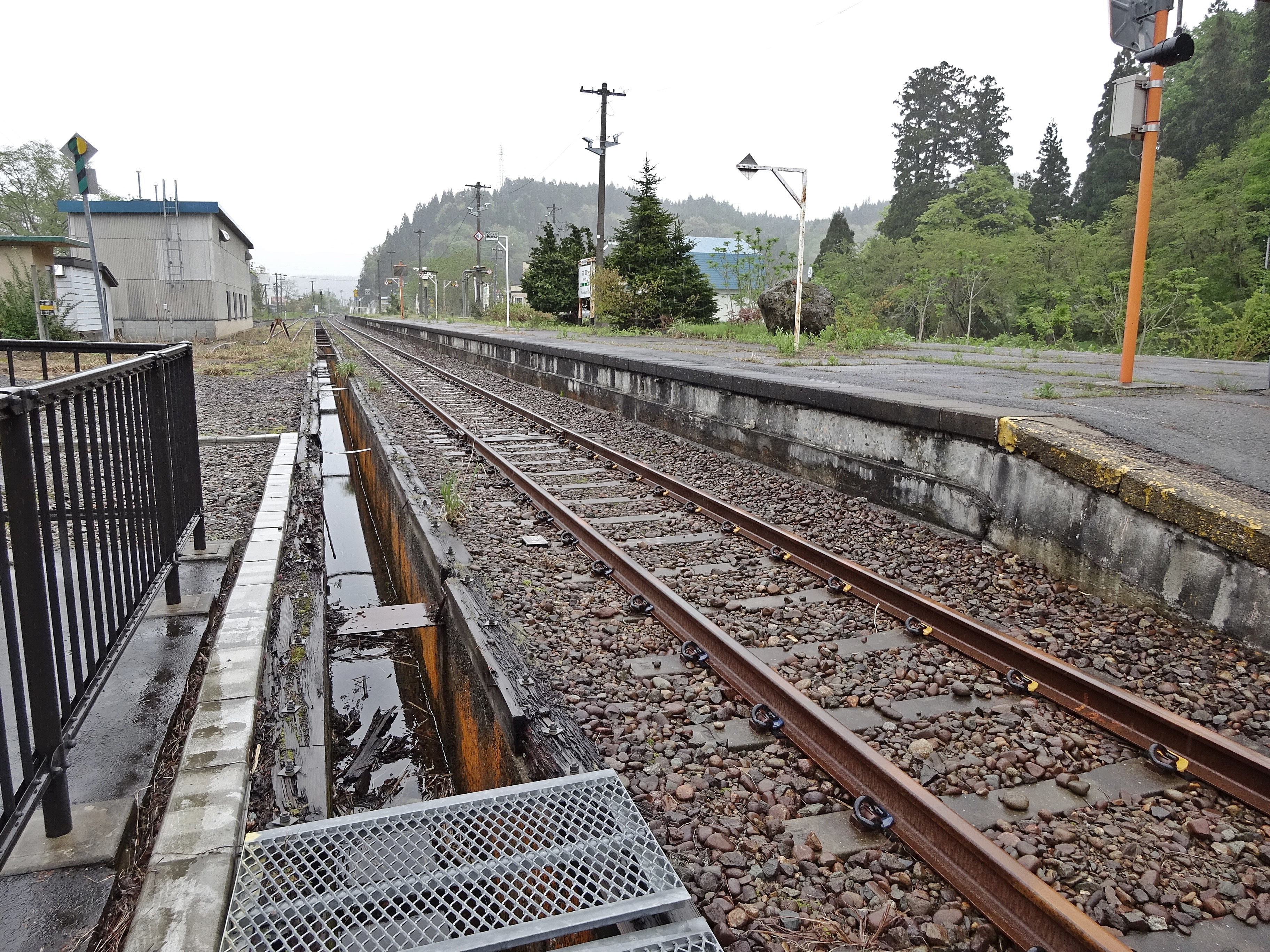
運休中の陸羽西線と古口駅構内 （2023年4月）

## 駅構造
島式ホーム1面2線を有する地上駅で、陸羽西線内の中間駅では唯一の交換可能駅である。駅舎とホームは余目方の構内踏切で連絡している。駅舎側の1番線を主本線、反対側の2番線を副本線としており、両ホームとも上下列車の発着・折り返し運転が可能となっている。2018年（平成30年）の集中豪雨被害では新庄方面から折り返しが行われていた。
新庄統括センター（新庄駅）管理の簡易委託駅である。

### のりば
| 番線 | 路線      | 方向 | 行先     | 備考      |
| ---- | --------- | ---- | -------- | --------- |
| 1    | ■陸羽西線 | 下り | 余目方面 | 一部2番線 |
| 2    | ■陸羽西線 | 上り | 新庄方面 |           |

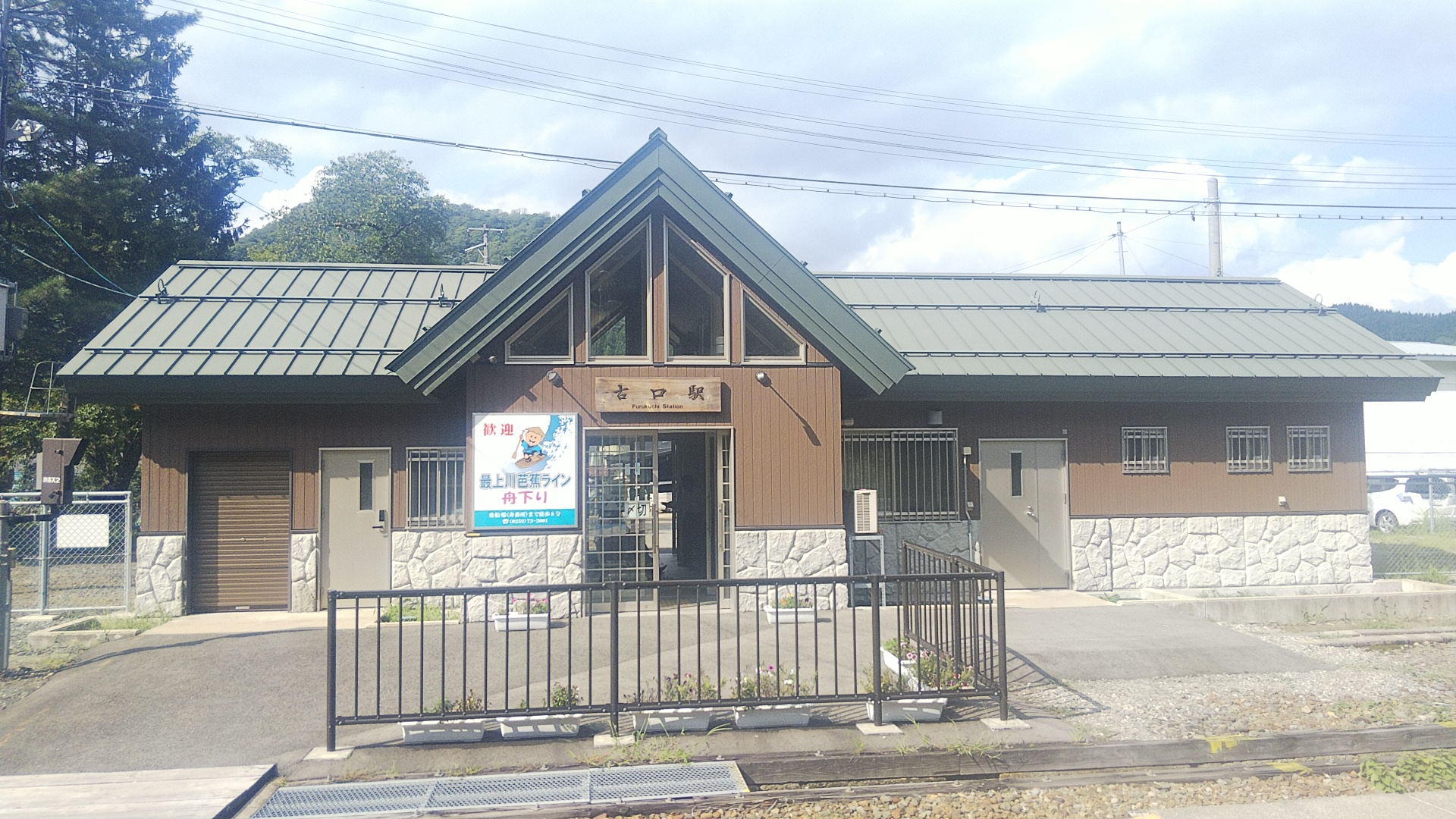
ホーム側から見た駅舎（2019年8月）
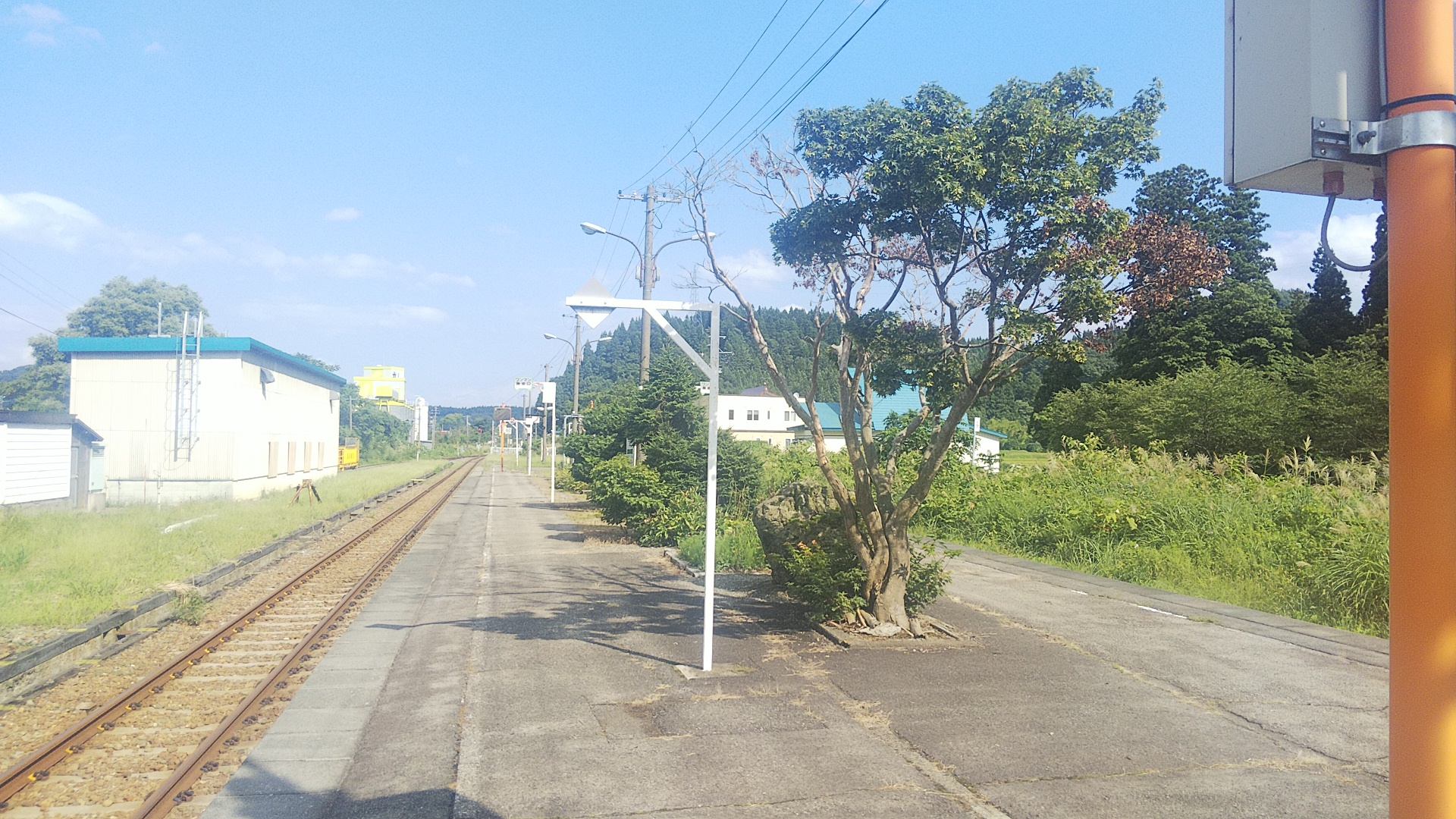
ホーム（2019年8月）

## 利用状況
JR東日本によると、2023年度（令和5年度）の1日平均乗車人員は16人である。
2000年度（平成12年度）以降の推移は以下のとおりである。
| 1日平均乗車人員推移 | 1日平均乗車人員推移 | 1日平均乗車人員推移 | 1日平均乗車人員推移 | 1日平均乗車人員推移 |
| 年度                | 定期外              | 定期                | 合計                | 出典                |
| ------------------- | ------------------- | ------------------- | ------------------- | ------------------- |
| 2000年（平成12年）  |                     |                     | 107                 | [ 利用客数 2 ]      |
| 2001年（平成13年）  |                     |                     | 94                  | [ 利用客数 3 ]      |
| 2002年（平成14年）  |                     |                     | 91                  | [ 利用客数 4 ]      |
| 2003年（平成15年）  |                     |                     | 84                  | [ 利用客数 5 ]      |
| 2004年（平成16年）  |                     |                     | 81                  | [ 利用客数 6 ]      |
| 2005年（平成17年）  |                     |                     | 75                  | [ 利用客数 7 ]      |
| 2006年（平成18年）  |                     |                     | 69                  | [ 利用客数 8 ]      |
| 2007年（平成19年）  |                     |                     | 61                  | [ 利用客数 9 ]      |
| 2008年（平成20年）  |                     |                     | 54                  | [ 利用客数 10 ]     |
| 2009年（平成21年）  |                     |                     | 50                  | [ 利用客数 11 ]     |
| 2010年（平成22年）  |                     |                     | 42                  | [ 利用客数 12 ]     |
| 2011年（平成23年）  |                     |                     | 32                  | [ 利用客数 13 ]     |
| 2012年（平成24年）  | 15                  | 23                  | 39                  | [ 利用客数 14 ]     |
| 2013年（平成25年）  | 15                  | 24                  | 39                  | [ 利用客数 15 ]     |
| 2014年（平成26年）  | 15                  | 19                  | 35                  | [ 利用客数 16 ]     |
| 2015年（平成27年）  | 15                  | 17                  | 32                  | [ 利用客数 17 ]     |
| 2016年（平成28年）  | 16                  | 15                  | 31                  | [ 利用客数 18 ]     |
| 2017年（平成29年）  | 14                  | 15                  | 29                  | [ 利用客数 19 ]     |
| 2018年（平成30年）  | 13                  | 16                  | 30                  | [ 利用客数 20 ]     |
| 2019年（令和元年）  | 17                  | 15                  | 32                  | [ 利用客数 21 ]     |
| 2020年（令和02年）  | 7                   | 10                  | 17                  | [ 利用客数 22 ]     |
| 2021年（令和03年）  | 7                   | 8                   | 16                  | [ 利用客数 23 ]     |
| 2022年（令和04年）  | 5                   | 11                  | 16                  | [ 利用客数 24 ]     |
| 2023年（令和05年）  | 5                   | 10                  | 16                  | [ 利用客数 1 ]      |

## 駅周辺
小さな駅前広場があり、タクシー乗り場、バス乗り場および公衆電話がある。
- 戸沢村役場
- 最上川（「最上川芭蕉ライン」船下りのりば）
- 古口郵便局

このほか、前述の陸羽西線列車代行バスのバス停が設置されている。

## 隣の駅
東日本旅客鉄道（JR東日本）
■陸羽西線
津谷駅 - 古口駅 - 高屋駅

### 記事本文
1. 1 2 3 4  「駅の情報（古口駅）：JR東日本」東日本旅客鉄道。2024年8月28日時点のオリジナルよりアーカイブ。2024年9月21日閲覧。
2. 1 2 3 4  『週刊 JR全駅・全車両基地』 56号 新庄駅・気仙沼駅・鳴子温泉駅ほか80駅、朝日新聞出版〈週刊朝日百科〉、2013年9月15日、22頁。
3. 1 2 3  「国土交通省による「（仮称）高屋トンネル」の施工に伴う陸羽西線全線の運転取りやめとバスによる代行輸送のお知らせ (PDF)」（プレスリリース）、東日本旅客鉄道仙台支社、2022年3月24日。2022年5月13日閲覧。
4. 1 2 3 4  石野哲 編『停車場変遷大事典 国鉄・JR編』 II（初版）、JTB、1998年10月1日、572頁。ISBN 978-4-533-02980-6。
5. 1 2  「山形県の鉄道輸送 (PDF)」『山形県』山形県鉄道利用・整備強化促進期成同盟会、2024年6月、60–61頁。2025年4月8日閲覧。
6. ↑  「古口・清川両駅が無人化」『朝日新聞』1991年3月17日、山形庄内。
7. ↑  「戸沢村 JR古口駅の利用開始 DCに合わせ建て替え」『山形新聞』山形新聞社、2014年3月9日、朝刊、26面。
8. ↑  「陸羽西線・新古口駅舎の利用開始 DCに合わせ建て替え」『山形新聞』山形新聞社、2014年3月8日。オリジナルの2014年3月11日時点におけるアーカイブ。
9. ↑  The Sankei Shimbun「山形、秋田で記録的な大雨 氾濫や土砂崩れ被害、行方不明者4人に | JAPAN Forward」（アメリカ英語）、JAPAN FORWARD、2024年7月26日。2024年10月22日閲覧。
10. ↑  「Suicaエリア外もチケットレスで! 東北エリアから「えきねっとQチケ」がはじまります (PDF)」（プレスリリース）、東日本旅客鉄道、2024年7月11日。2024年8月11日閲覧。
11. 1 2  「JR東日本：駅構内図・バリアフリー情報（古口駅）」東日本旅客鉄道。2024年9月21日閲覧。
12. ↑  「【2023年3月13日から】陸羽西線代行バス「北余目駅」バス停の変更について（お知らせ）」庄内町、2023年3月6日。2023年4月18日時点のオリジナルよりアーカイブ。2023年4月18日閲覧。

### 利用状況
1. 1 2  「各駅の乗車人員 2023年度 101位以下（8）| 企業サイト：JR東日本」東日本旅客鉄道。2025年7月29日閲覧。
2. ↑  「JR東日本：各駅の乗車人員（2000年度）」東日本旅客鉄道。2025年7月29日閲覧。
3. ↑  「JR東日本：各駅の乗車人員（2001年度）」東日本旅客鉄道。2025年7月29日閲覧。
4. ↑  「JR東日本：各駅の乗車人員（2002年度）」東日本旅客鉄道。2025年7月29日閲覧。
5. ↑  「JR東日本：各駅の乗車人員（2003年度）」東日本旅客鉄道。2025年7月29日閲覧。
6. ↑  「JR東日本：各駅の乗車人員（2004年度）」東日本旅客鉄道。2025年7月29日閲覧。
7. ↑  「JR東日本：各駅の乗車人員（2005年度）」東日本旅客鉄道。2025年7月29日閲覧。
8. ↑  「JR東日本：各駅の乗車人員（2006年度）」東日本旅客鉄道。2025年7月29日閲覧。
9. ↑  「JR東日本：各駅の乗車人員（2007年度）」東日本旅客鉄道。2025年7月29日閲覧。
10. ↑  「JR東日本：各駅の乗車人員（2008年度）」東日本旅客鉄道。2025年7月29日閲覧。
11. ↑  「JR東日本：各駅の乗車人員（2009年度）」東日本旅客鉄道。2025年7月29日閲覧。
12. ↑  「JR東日本：各駅の乗車人員（2010年度）」東日本旅客鉄道。2025年7月29日閲覧。
13. ↑  「JR東日本：各駅の乗車人員（2011年度）」東日本旅客鉄道。2025年7月29日閲覧。
14. ↑  「JR東日本：各駅の乗車人員（2012年度）」東日本旅客鉄道。2025年7月29日閲覧。
15. ↑  「各駅の乗車人員 2013年度 ベスト100以外（9）：JR東日本」東日本旅客鉄道。2025年7月29日閲覧。
16. ↑  「各駅の乗車人員 2014年度 ベスト100以外（9）：JR東日本」東日本旅客鉄道。2025年7月29日閲覧。
17. ↑  「各駅の乗車人員 2015年度 ベスト100以外（9）：JR東日本」東日本旅客鉄道。2025年7月29日閲覧。
18. ↑  「各駅の乗車人員 2016年度 ベスト100以外（9）：JR東日本」東日本旅客鉄道。2025年7月29日閲覧。
19. ↑  「各駅の乗車人員 2017年度 ベスト100以外（9）：JR東日本」東日本旅客鉄道。2025年7月29日閲覧。
20. ↑  「各駅の乗車人員 2018年度 ベスト100以外（9）：JR東日本」東日本旅客鉄道。2025年7月29日閲覧。
21. ↑  「各駅の乗車人員 2019年度 ベスト100以外（8）：JR東日本」東日本旅客鉄道。2025年7月29日閲覧。
22. ↑  「各駅の乗車人員 2020年度 101位以下（8）| 企業サイト：JR東日本」東日本旅客鉄道。2025年7月29日閲覧。
23. ↑  「各駅の乗車人員 2021年度 101位以下（8）| 企業サイト：JR東日本」東日本旅客鉄道。2025年7月29日閲覧。
24. ↑  「各駅の乗車人員 2022年度 101位以下（8）| 企業サイト：JR東日本」東日本旅客鉄道。2025年7月29日閲覧。